# Charles Fox
Charles Ira Fox (Nova Iorque, Nova Iorque, 30 de outubro de 1940) é um compositor estadunidense de cinema e televisão.

## Biografia
Fox nasceu em Nova Iorque, filho de Mollie e Walter Fox. Estudou com Nadia Boulanger em Paris.
Assistiu aulas de jazz piano com Lennie Tristano e aprendeu música eletrônica com Vladimir Ussachevsky na Universidade Columbia. Casou-se com Joan Susan Redmanem em 1962.
Começou a carreira tocando piano, compondo e arranjado para artistas como Ray Barretto, Joe Quijano e Tito Puente. Fox trabalhou para a Score Productions onde compôs vários temas para game shows da NBC incluindo a versão de What's My Line?. Em 1971, com Norman Gimbel, compôs Killing Me Softly with His Song. Mais tarde, ainda mantendo a parceria com Norman Gimbel, escreveu trilhas sonoras para filmes e séries como The Last American Hero ("I Got a Name", cantada por Jim Croce), Happy Days, Laverne & Shirley, e Wonder Woman.
Fox já trabalhou com artistas como Roberta Flack, Sarah Vaughan, Barry Manilow, Fred Astaire, Luther Vandross, Johnny Cash, Lena Horne, Peggy March, George Shearing, Orquestra Pops de Boston, Goldie Hawn, Goldie Hawn, Carly Simon, Shirley Bassey, Sérgio Mendes, Lauryn Hill, Olivia Newton-John, Ice T entre outros.
No total, Fox criou trilhas sonoras para mais de 100 filmes.
Em 2004, foi introduzido no Songwriters Hall of Fame.